# Coste Island
Coste Island är en ö i Kanada.   Den ligger i Regional District of Kitimat-Stikine och provinsen British Columbia, i den sydvästra delen av landet, 3 800 km väster om huvudstaden Ottawa. Arean är 11 kvadratkilometer.
Terrängen på Coste Island är lite kuperad. Öns högsta punkt är 456 meter över havet. Den sträcker sig 5,9 kilometer i nord-sydlig riktning, och 3,4 kilometer i öst-västlig riktning.
I omgivningarna runt Coste Island växer i huvudsak barrskog. Trakten runt Coste Island är nära nog obefolkad, med mindre än två invånare per kvadratkilometer. Inlandsklimat råder i trakten. Årsmedeltemperaturen i trakten är 0 °C. Den varmaste månaden är augusti, då medeltemperaturen är 11 °C, och den kallaste är januari, med −9 °C.